# Mathias Schüz
Mathias Schüz (* 1956 in Wörrstadt) ist ein deutscher Philosoph und Unternehmensethiker.

## Leben
Schüz studierte  Physik, Philosophie und Pädagogik an der Johannes Gutenberg-Universität Mainz und absolvierte ein Staatsexamen für das Lehramt an Gymnasien 1982. Nach seiner Promotion über philosophische Konsequenzen der Quantenphysik im Gesamtwerk von Carl Friedrich von Weizsäcker, war er von 1985 bis 1987 Trainee und Vertriebsbeauftragter bei IBM, Mitinitiator der Gerling Akademie für Risikoforschung in Zürich und dort bis zu deren Auflösung Mitglied der Geschäftsleitung (1990–2003), u. a. verantwortlich für die Corporate University der Gerling Versicherungsgruppe. Er war von 2000 bis 2009 Dozent an der Fachhochschule Salzburg und der Universität Klagenfurt für Value-based Management und Angewandte Unternehmensethik. Von 2006 bis 2022 war er Dozent an der School of Management and Law der Zürcher Hochschule für Angewandte Wissenschaften (ZHAW) zunächst mit Schwerpunkt International Strategic Management, Corporate Responsibility, Managing Diversities. Ab 2011 lehrte und forschte er dort als Professor für Responsible Leadership mit Schwerpunkt Unternehmensethik. Nach seiner Emeritierung 2022 ist er weiterhin an der ZHAW als Gastprofessor aktiv, aber auch an weiteren Hochschulen im In- und Ausland, unter anderem an der Universität für Weiterbildung in Krems und  Wirtschaftsuniversität (VSE) in Prag. 2023 ist er Mitbegründer des Vereins zur Förderung Transdisziplinären Wissens in der Schweiz und Mitherausgeber der von ihm initiierten Buchreihe im Springer-Nature-Verlag "Transdisciplinary Management of Social and Ecological Crises". Er hat ein ganzheitliches Modell der nachhaltigen Unternehmensverantwortung (Sustainable Corporate Responsibility) sowie Responsible Leadership entwickelt. Es gibt nicht nur die ökonomische, soziale und ökologische Dimension der Verantwortung wieder, sondern auch deren Reichweite und Nachhaltigkeit sowie die verschiedenen Ansätze der traditionellen Ethik (Nützlichkeits-, Pflichten- und Tugendethik).

## Publikationen
- Die Einheit des Wirklichen – Carl Friedrich von Weizsäckers Denkweg, Pfullingen 1986
- Risiko und Wagnis – Die Herausforderung der industriellen Welt, Bd. I u. II. (Herausgeber), Pfullingen 1990
- Risk Paradise Lost or Gained? A Holistic Approach to the Environment (Herausgeber mit O.P Obermeier), Gardner Press, Lake Worth 1995
- Werte – Risiko – Verantwortung. Dimensionen des Value Managements, München 1999
- Trends – Issues – Kommunikation (Herausgeber mit R. Gerling, O. P. Obermeier), München 2001
- (zusammen mit Stephen Wirth u. Aiko Bode) Lügen in der Chefetage - Gesammelte Unwahrheiten aus dem Management, Weinheim 2007
- Carl Friedrich v. Weizsäcker – Ein Pionier der Verantwortung in einem neuen Zeitalter, in: Ulrich Bartosch / Rainer Braun (Hrsg.): Perspektiven und Begegnungen - Carl Friedrich von Weizsäcker zum 100. Geburtstag, Berlin: Lit Verlag, 2012, S. 219–224.
- Sustainable Corporate Responsibility - The Foundation of Successful Business in the New Millennium, in: Central European Business Review, No 2, Prague: VSE, 2012, S. 7–15.
- Tabu und Ethik, in: Tabu, Themenzeitung Mediaplanet, Nr. 3, November 2013, Beilage des Tagesanzeigers, S. 2
- Developing Sustainably Responsible Strategies in Business, in: Molthan-Hill, Petra (ed.): Sustainable Management - A Complete Guide for Faculty and Students, London / New York: Routledge (3rd act. ed.) 2023, pp. 524-575.
- Warum Topmanager ‘spirituelle Intelligenz’ nötig haben, in: HR Today Online v. 24. November 2015
- Sustainably Responsible Leadership and Innovation, in: Innovation Management, Entrepreneurship and Corporate Sustainability, 26-27 May 2016,  Proceedings of the 4th International Conference (ed. by Martin Lukes et al.), Prague: Nakladatelství Oeconomica VSE, 2016, pp. 634-656
- Wunsch und Wirklichkeit, in: HR Today, Nr. 12, 2016
- Grundlagen ethischer Unternehmensverantwortung, Zürich: vdf Hochschulverlag an der ETH Zürich (2. aktual. und erw. Aufl.) 2021.
- Angewandte Unternehmensethik - Grundlagen für Studium und Praxis, München: Pearson (2. aktual. Aufl.) 2021, 477 S.
- Transdisciplinary Management of Polycrises - A Philosophical Approach, in: Transdisciplinary Thinking and Acting - Fundamentals and Perspektives (Hrsg.: Mathias Schüz), Springer-Nature, im Druck.